# オットー・ティーフ
オットー・ティーフ（エストニア語: Otto Tief、1889年8月14日 - 1976年5月5日）は、エストニアの弁護士。エストニア独立戦争におけるエストニア陸軍で指揮官、1944年にソ連に再占領される直前のエストニア政府で首相代行を務めた。その祖国への貢献によって、多くのエストニア人から英雄とみなされている。

## 学歴と経歴
1889年、ロシア帝国ラプラ郡Uusküla生まれ。1910年から1916年にかけて、サンクトペテルブルクに身を置いて法律を学んだ。エストニア独立戦争の際は、1918年に結成されたカレブ市民スポーツ同好会の会員たちによって組織されたカレビ・マレブ大隊を率いて戦った。戦後、1921年にタルトゥ大学法学部を卒業。エストニア国土銀行にて法律顧問の職を得る傍ら、一般の弁護士としても働いた。ティーフは1926年の選挙で第三回リーギコグ議員に選出され、1927年まで社会問題大臣を務め、1928年には司法大臣に任ぜられた。1932年、第五回リーギコグの選挙にも当選した。

## 1944年オットー・ティーフ内閣

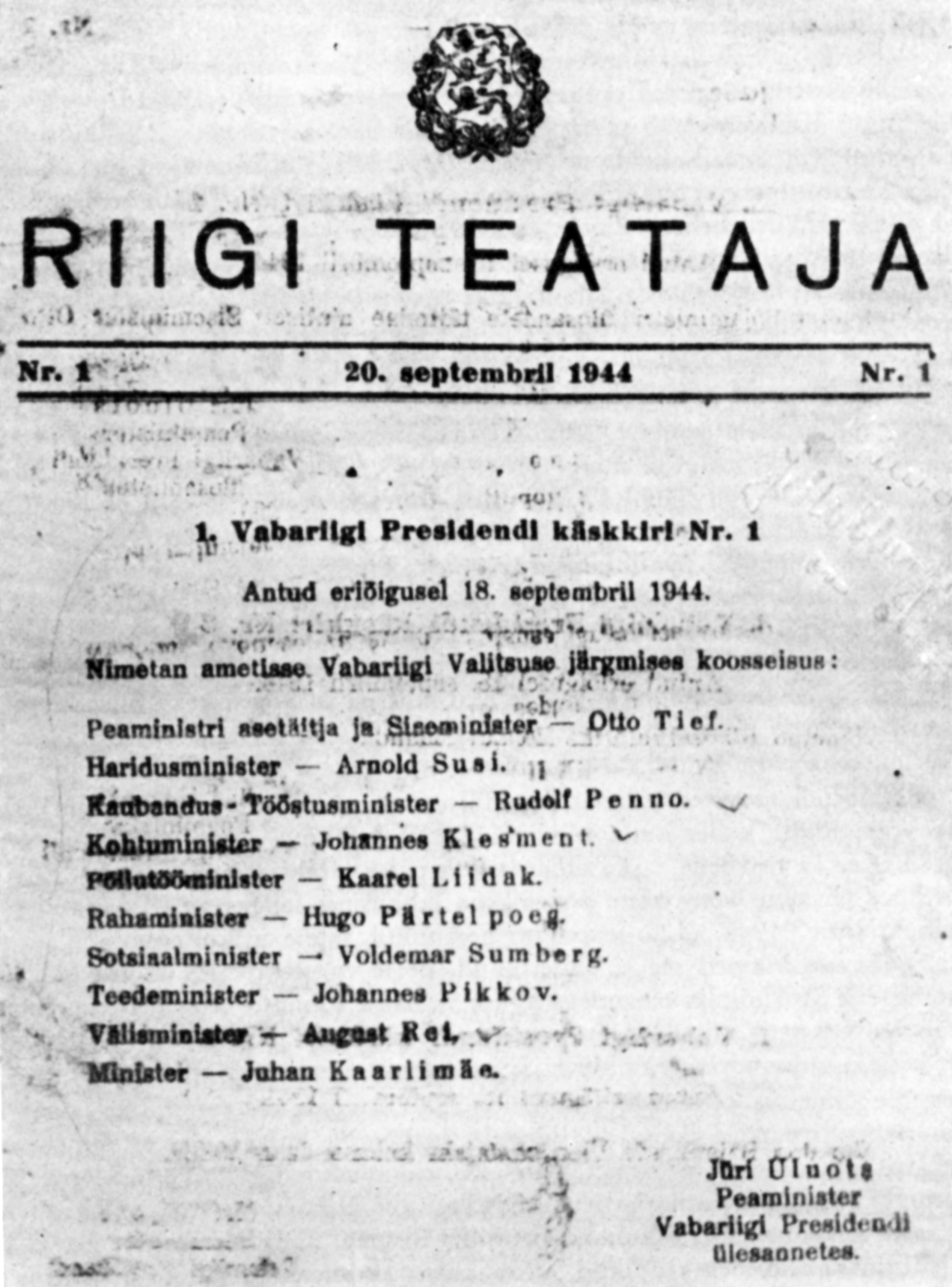
1944年9月18日、エストニア共和国の成立を知らせる官報:en:Riigi Teataja

第二次世界大戦の終盤、ドイツ軍の撤退と赤軍の進駐との間のわずか一週間の隙を突いて、大統領代行ユール・ウルオツはティーフを首相に任命し、9月18日に内閣を招集するように依頼した。ティーフは戦前のエストニア第一共和国と法的な連続性を保ったエストニア共和国の独立回復を宣言し、首都タリンに戻って迫る赤軍への抵抗を試みたが、22日には赤軍の突入を許した。

### オットー・ティーフ内閣
- Juhan Pikkov(1947年9月3日没) - 逓信大臣
- August Rei(スウェーデンに亡命、1944年12月31日から1945年1月9日まで同地で執務) - 外務大臣
- Juhan Kaarlimäe - 無任所大臣
- Johannes Sikkar(1952年4月20日、スウェーデンに亡命) - 無任所大臣
- Artur Terras(1952年4月20日、スウェーデンに亡命) - 無任所大臣

## その後
1944年10月10日、ティーフはソ連当局に逮捕された。翌1945年には、「シベリアのグラグにおいて懲役10年」との判決を言い渡される。1956年にはエストニアに戻るが、ほどなくしてウクライナに追放される。1965年にはバルト諸国への帰還を許されたが、エストニアに住むことは許されず、エストニアとラトビアの国境附近のラトビア側に留まることを余儀なくされた。
ティーフは1976年5月5日に息を引き取ったが、ソビエト保安当局はタリンの国営墓地への埋葬を許可しなかった。その後、1991年にエストニアは独立を回復し、1993年、ティーフは彼の功績を記念して集まった多くの国民に見送られながら、国営墓地へ改葬された。

## ティーフ内閣の重要性
ティーフが権力の座にあったのはごくわずかな期間にすぎず、彼の命令もすぐさま赤軍によって無効化されてしまった。しかし、エストニア共和国の再独立を宣言し、ピック・ヘルマンの塔の頂上に国旗を高く掲げたティーフの行動は、2つの意味で計り知れない重要性を持った。1つはエストニアの独立への意志を象徴したこと、もう1つは1944年の赤軍の進駐がエストニアを「解放した」と主張するソ連歴史学の主張を退けうる明確な根拠を用意した点である。1944年の再独立の試みは結局成功しなかったが、オットー・ティーフ内閣の存在はエストニア共和国の法的な継続性を保証し、現在に至るまで共和国の存在を根拠付ける必要不可欠な存在となっている。

## 記念日
2007年2月、リーギコグはティーフ内閣の行動を記念して、9月22日を「抵抗の日」と定めた。1944年9月22日はドイツ軍の撤退から数日後、進駐した赤軍がタリンの官庁街を占拠し、青黒白三色のエストニアの国旗を引き摺り下ろして鎌と槌の赤旗を掲げた、ソビエト連邦による侵略を象徴する日である。